# Eygluy-Escoulin
Eygluy-Escoulin är en kommun i departementet Drôme i regionen Auvergne-Rhône-Alpes i sydöstra Frankrike. Kommunen ligger i kantonen Saillans som tillhör arrondissementet Die. År 2022 hade Eygluy-Escoulin 60 invånare.

## Befolkningsutveckling
Antalet invånare i kommunen Eygluy-Escoulin
Referens:INSEE